# تامی بار
تامی بار (انگلیسی: Tammy Barr؛ زادهٔ ) یک هنرپیشه اهل ایالات متحده آمریکا است. وی از سال ۲۰۰۱ میلادی تاکنون مشغول فعالیت بوده‌است. 